# 浪漫曲
浪漫曲（Romance）是无固定形式的抒情短歌或短曲。18世纪在法国民间广泛流行，19世纪在俄罗斯也比较流行，曲调和歌词结合紧密，表情丰富，器乐曲有如歌的旋律。

## 著名作品
贝多芬的作品第40、50号就是两首小提琴和乐队伴奏的浪漫曲，此外如舒曼的作品第94号，是双簧管和钢琴的浪漫曲。